# Wasyl Czartoryjski
Wasyl (Wassilij) Konstantynowicz Czartoryjski (ur. ok. 1375 zm. 1416) – książę na Czartorysku, protoplasta rodu Czartoryskich mąż Jadwigi Kazimierzówny, zięć Kazimierza Wielkiego.

## Drzewo genealogiczne
| 4. Koriat Giedyminowicz zm. 1377 |  |                                                      |  |  |                                 |
|                                  |  | 2. Konstanty Czartoryski                             |  |  |                                 |
| 5. Anna zm. przed 1350           |  |                                                      |  |  |                                 |
|                                  |  |                                                      |  |  | 1. Wasyl Czartoryski (zm. 1416) |
| 6. Jarosław NN                   |  |                                                      |  |  |                                 |
|                                  |  | 3. Hanna witebska znana także jako Anna Jarosławówna |  |  |                                 |
| 7. NN                            |  |                                                      |  |  |                                 |
|                                  |  |                                                      |  |  |                                 |

Jego żoną, według niektórych źródeł była bliżej nieznana Hanna, która została pomylona z jego matką Hanną Witebską, znaną także jako Anną Jarosławówną. Jego żoną według nowszych badań była Jadwiga Kazimierzówna córka Kazimierza Wielkiego oraz Jadwigi żagańskiej.
Para miała trzech synów:
- Iwan Wasylewicz Czartoryjski (zm. 1489)
- Aleksander Wasylewicz Czartoryjski zm. 1477), namiestnik w Pskowie
- Michał Wasylewicz Czartoryjski (zm. 1489)